# 滨海古维尔 (旧市镇)
滨海古维尔（法語：Gouville-sur-Mer，法語發音：[ɡuvil syʁ mɛʁ]）是法国芒什省的一个旧市镇，属于库唐斯区。2016年，滨海古维尔与市镇布瓦罗热合并为新的滨海古维尔。

## 地理
滨海古维尔（49°5'50"N, 1°34'50"W）面积13.24 平方千米，位于法国诺曼底大区芒什省，该省份为法国西北部沿海省份，西、北、东北三面环大西洋，东起顺时针与卡爾瓦多斯省、奧恩省、马耶讷省和伊勒-维莱讷省接壤。
与滨海古维尔接壤的市镇（或旧市镇、城区）包括：滨海安娜维尔、滨海布兰维尔、热福斯、蒙叙尔旺、布兰维尔、格拉托、塞尔维尼。

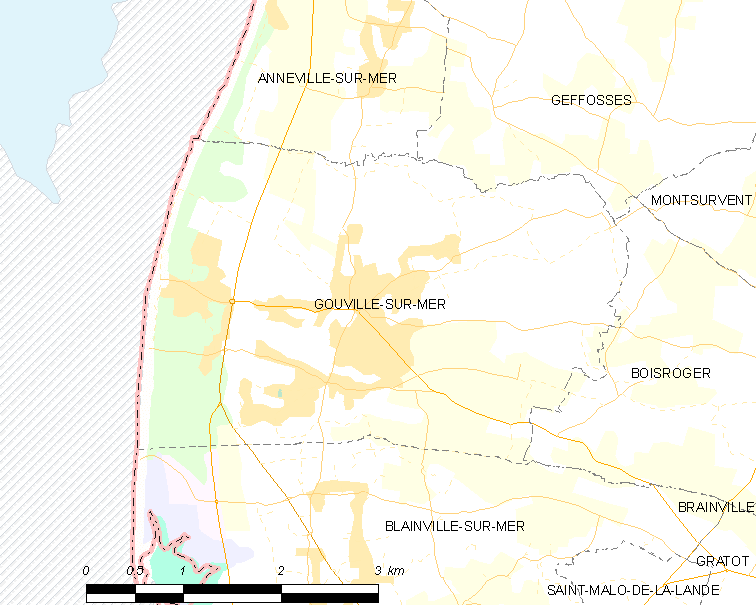
的OSM定位图

滨海古维尔的时区为UTC+01:00、UTC+02:00（夏令时）。

## 行政
滨海古维尔的邮政编码为50560、50200，INSEE市镇编码为50215。

## 政治
滨海古维尔所属的省级选区为阿贡-库坦维尔县。

## 人口

1962-2008年间人口变化图示

滨海古维尔于2018年1月1日时的人口数量为2034人。